# Amancio Caamaño
Amancio Caamaño Cimadevila (Negreira, 1894 - Poyo, 12 de noviembre de 1936) fue un médico y político republicano de Galicia, España, ejecutado víctima de la represión del bando franquista durante la Guerra Civil.

## Biografía
Licenciado en Medicina y Veterinaria por la Universidad de Santiago de Compostela, en 1922 se instaló en Pontevedra, llegando a ser titular-propietario de una clínica de la ciudad. Después fue director del Hospital Provincial. En el terreno político, fue elegido presidente de la Junta Directiva fundacional del Centro Republicano de Pontevedra en 1930, cargo que mantuvo hasta junio de 1931. Fue uno de los firmantes del manifiesto de la Federación Republicana Gallega y formó parte de su Comité Ejecutivo. Fundó y dirigió el diario Clarín de Pontevedra y fue miembro de la logia masónica Helenes nº7.
Tras las elecciones municipales de 1931 que dieron lugar a la proclamación de la República, fue nombrado miembro de la comisión gestora de la Diputación Provincial de Pontevedra, y en mayo del mismo año, fue nombrado por Manuel Azaña presidente del órgano provincial. En las elecciones generales de 1933 fue candidato a diputado en las Cortes por el Partido Republicano Gallego, sin resultar elegido. Ingreso después en Izquierda Republicana, participando en su acto fundacional en Madrid. Tras la revolución de Asturias de 1934, fue el principal donante de la provincia para atender a las víctimas de la represión, además de colaborar con Socorro Rojo Internacional. En enero de 1936 abandonó Izquierda Republicana por su desacuerdo con la formación del Frente Popular.
Después del golpe de Estado que dio inicio a la Guerra Civil en julio de 1936, fue detenido por los sublevados el día 24 y confinado preso en la Escuela Normal usada entonces como prisión provincial. Fue procesado en consejo de guerra sumarísimo y condenado a muerte el 30 de octubre, siendo fusilado en la zona de Caeira el 12 de noviembre junto a otros ocho condenados, entre ellos dos médicos, el periodista Víctor Casas, tres maestros, un militar y el líder socialista Ramiro Paz. El sanatorio y todos sus bienes fueron confiscados, aunque la familia pudo recuperarlos en la década de 1940 tras un proceso judicial.